# Université George-Bacovia
L'université George-Bacovia est une université située à Bacău, en Roumanie, fondée en 2002.